# Клайнарль
Клайнарль — містечко та громада в австрійській землі Зальцбург. Місто належить округу Санкт-Йоганн-ім-Понгау.